# Hijo Predilecto de Úbeda
Hijo Predilecto de Úbeda es el título honorífico otorgado por el Ayuntamiento de Úbeda —propuesto y aprobado previamente en pleno municipal— que reconoce a aquellas personas nacidas en el municipio o a personas jurídicas privadas fundadas o creadas en Úbeda y que tengan en la misma su sede social, que han destacado por sus méritos personales o servicios prestados en beneficio y honor de Úbeda. Esta distinción es similar a la de Hijo Adoptivo de Úbeda que reconoce a los no nacidos en el municipio. siendo ambas las de mayor distinción que concede el Ayuntamiento de Úbeda.

## Normas
El título de Hijo Adoptivo de Úbeda es de carácter vitalicio, y se concederá este título a personas que hayan nacido en la ciudad o a personas jurídicas privadas fundadas o creadas en Úbeda y que tengan en la misma su sede social, y hayan desarrollado a lo largo de su vida una trayectoria excepcional y sobresaliente en los ámbitos administrativo, cultural, científico, político, artístico, social, económico, humanitario, vecinal, moral o material, o que hayan realizado aportaciones singulares de suprema importancia en orden al progreso de Úbeda.
La condición de Hijo Predilecto se acredita con un pergamino artístico y original, cuyo coste es sufragado por el Ayuntamiento, en cuya parte superior central figurará el escudo oficial de la Ciudad. Se entregará a los Hijos Predilecto de la ciudad una insignia de solapa de oro con el Escudo de Úbeda, pudiendo los mismos colocarse este distintivo en cualquier acto público. El Ayuntamiento corre con los gastos que origine la elaboración de este distintivo.

## Lista de Hijos Predilectos de Úbeda

### 1924
- Blas Aguilar Alvarado, redactor de La Correspondencia de España nacido en Úbeda. Le es otorgado por el amor y desvelos que ha inspirado su ciudad natal. Nombrado el 4 de junio de 1924.[3]

### 1926
- Alfredo Cazabán Laguna, escritor, periodista y cronista oficial de la provincia de Jaén, nacido en Úbeda. Le es otorgado por sus trabajos de investigación y amor a Úbeda. Nombrado en 1926.[4]

### 1957
- José Gallego-Díaz y Moreno, matemático, nacido en Úbeda. Le es otorgado por su brillante trayectoria educativa. Nombrado el 23 de enero de 1957.[5]

### 1968
- Juan Pasquau Guerrero, profesor, periodista, escritor y cronista de Úbeda, nacido en Úbeda. Le es otorgado por su extensa labor docente y sus estudios sobre Úbeda. Nombrado el 20 de junio de 1968.[6]

### 1995
- José Gámez Martínez, sindicalista y político socialista, nacido en Úbeda. Le es otorgado a título póstumo —tras ser alcalde de Úbeda (1979-1983)— como reconocimiento por su lucha por la libertad y la democracia. Nombrado el 16 de febrero de 1995 y otorgado el 28 de febrero de 1995.[7]

### 1997
- Antonio Muñoz Molina, escritor, nacido en Úbeda. Le es otorgado —junto la Medalla de Oro de Úbeda— como reconocimiento a su trayectoria literaria tras ser nombrado académico de la Real Academia Española. Nombrado el 30 de enero de 1996 y otorgado el 20 de septiembre de 1997.[8]

### 2015
- Arsenio Moreno Mendoza, historiador del arte, profesor de universidad y novelista, nacido en Úbeda. Le es otorgado —tras ser alcalde de Úbeda (1983-1987)— por su labor cultural a beneficio de la ciudad de Úbeda.[9][10]

### 2016
- Juan Ramón Martínez Elvira, profesor e historiador, nacido en Úbeda. Le es otorgado por su labor cultural a beneficio de la ciudad de Úbeda. Otorgado el 26 de febrero de 2016.[11][12]

### 2017
- Joaquín Martínez Sabina, cantautor y poeta, nacido en Úbeda. Le es otorgado por su trayectoria musical y aportación cultural. Nombrado el 28 de julio de 2016 y otorgado el 9 de julio de 2017.[13]

### 2022
- Juan José Almagro García, abogado, empresario y ensayista nacido en Úbeda. Le es otorgado por su brillante trayectoria profesional y aportación cultural a beneficio de la ciudad de Úbeda. Otorgado el 25 de febrero de 2022.[14]

- Jesús Maeso de la Torre, escritor nacido en Úbeda. Le es otorgado por su trayectoria profesional y aportación cultural a la ciudad. Otorgado el 25 de febrero de 2022.[15]